# DO THE ROCK
DO THE ROCK（ドゥー・ザ・ロック）は、ZIP-FMで放送されていた洋邦ロック専門プログラムである。

## 概要
- メッセージやリクエストは、全てZIP-FMの携帯着うたサイト「ZIPうた♪RADIMO」にある、番組サイト内の「メッセージ・リクエストはコチラ!!」というところから受付していた。
- 洋楽ロックアーティストのプレゼントをする日や、邦楽アーティストからのコメントをオンエアする日もある。
- 小林拓一郎がモノマネをすることがある。
- 2009年になってから番組オリジナル「DOTHE手ぬぐい」をプレゼントしている。
- 2009年3月24日の涙の最終回3時間スペシャル放送予告を3月17日に放送した。

## 放送日時
- 毎週火曜日 24:00 - 27:00

## ミュージックナビゲーター
- 小林拓一郎

## アーティストプログラム
- 24:45 - 25:00：けちゃっぷmaniaヒロちゃんのシンデレラタイム
- 26:00 - 26:15：鶴の「ONE VOICE」

## その他のショートプログラム
- 24:15 - 24:20：タクロックのロックライブ紹介

小林がアムロレイのモノマネをして、ロックライブを紹介したり、ガンダムのことについて発言することがある。
- 26:25 - 26:40：FIND OUT REVIEW

## 以前まであったプログラム
- タクの空騒ぎ

小林が何の曲のエアギターをしているのかを当てるクイズがあり、小林がエアギターをしている様子がZIPうた♪RADIMOで配信されていた。